# Amtsgericht Baldenburg

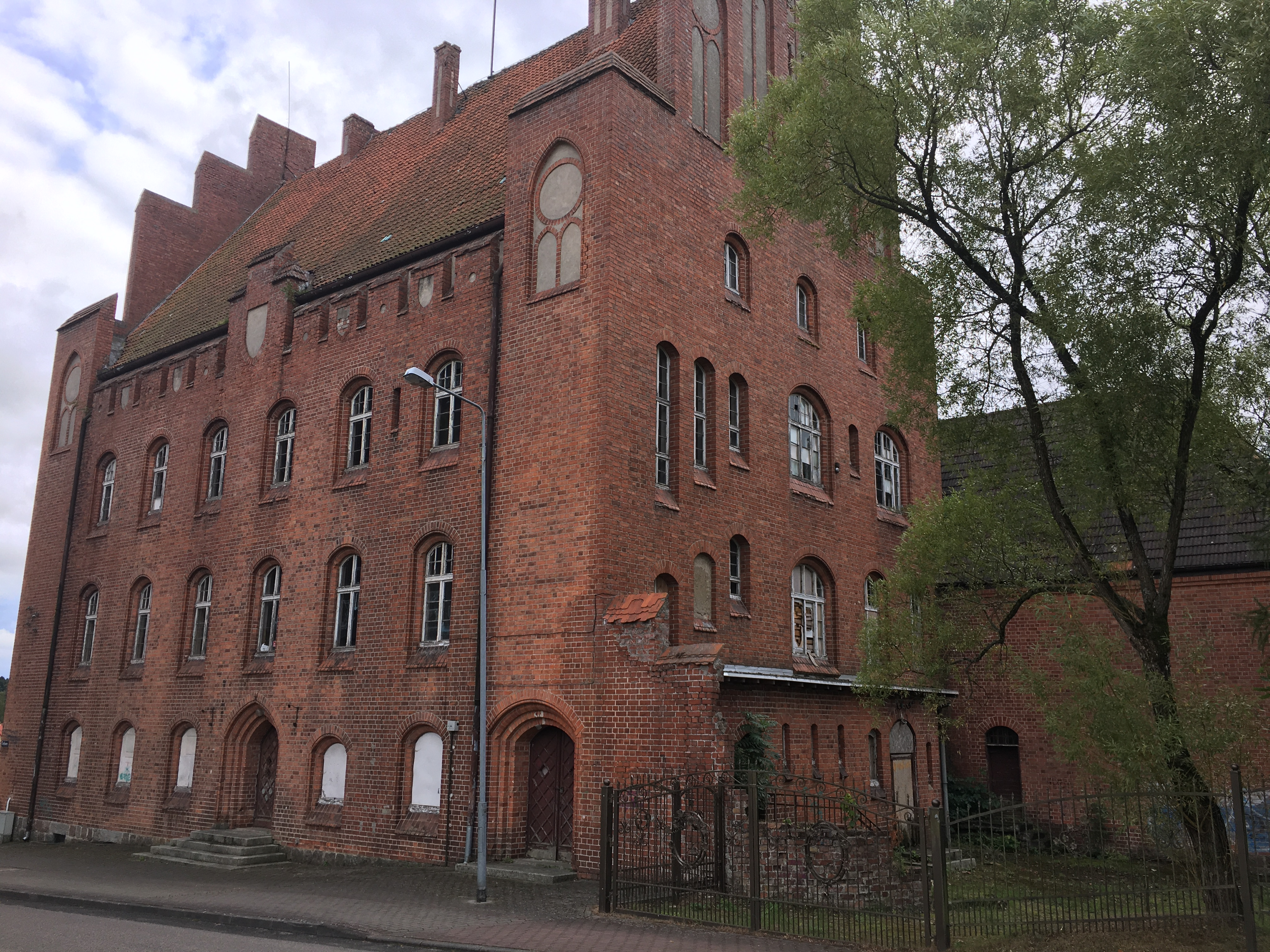
Amtsgerichtsgebäude

Das Amtsgericht Baldenburg war ein preußisches Amtsgericht mit Sitz in Baldenburg.

## Geschichte
In Baldenburg bestand von 1849 bis 1879 die Gerichtskommission Baldenburg des Kreisgerichts Schlochau. Das königlich preußische Amtsgericht Baldenburg wurde mit Wirkung zum 1. Oktober  1879 als eines von neun Amtsgerichten im Bezirk des Landgerichtes Conitz im Bezirk des Oberlandesgerichtes Marienwerder gebildet. Der Sitz des Gerichtes war Baldenburg. Sein Gerichtsbezirk umfasste aus dem Kreis Schlochau den Stadtbezirk Baldenburg und die Amtsbezirke Eickfier und Grabau, der Amtsbezirk Flötenstein ohne den Gemeindebezirk Bölzig, den Amtsbezirk Schönau ohne die Gemeindebezirke Fernheide und Demmin, den Amtsbezirk Zanderbrück ohne den Gemeindebezirk Wehnersdorf sowie die Gemeindebezirke Starken, Steinforth und Darsen aus dem Amtsbezirk Starsen. Am Gericht bestand 1880 eine Richterstelle. Das Amtsgericht war damit ein kleines Amtsgericht im Landgerichtsbezirk. Gerichtstage wurden in Thielengut gehalten. Der Landgerichtsbezirk kam aufgrund des Versailler Vertrages 1919 teilweise zu Polen. Das Amtsgericht Baldenburg wurde daher dem Landgericht Schneidemühl zugeordnet. Im Jahre 1939 wurde Polen deutsch besetzt. Im Rahmen der Neuorganisation der Gerichte in Ostdeutschland und im ehemaligen Polen blieb das Amtsgericht Baldenburg beim Landgericht Schneidemühl.
Im Jahre 1945 wurde der Amtsgerichtsbezirk unter polnische Verwaltung gestellt, und die deutschen Einwohner wurden vertrieben. Damit endete auch die Geschichte des Amtsgerichtes Baldenburg.